# بدنیان
بدنیان (به انگلیسی: Badnian) یک منطقهٔ مسکونی در پاکستان است که در پنجاب واقع شده‌است. بدنیان ۷۸۶ متر بالاتر از سطح دریا واقع شده‌است.